# Liste der Monuments historiques in Lécluse
Die Liste der Monuments historiques in Lécluse führt die Monuments historiques in der französischen Gemeinde Lécluse auf.

## Liste der Bauwerke
| Bezeichnung             | Beschreibung | Standort | Kennzeichnung | Schutzstatus  | Datum     | Bild           |
| ----------------------- | ------------ | -------- | ------------- | ------------- | --------- | -------------- |
| Menhir Pierre du Diable |              | (Lage)   | PA00107561    | Classé Classè | 1889 1914 | weitere Bilder |

## Liste der Objekte
| Bezeichnung              | Beschreibung               | Standort                      | Kennzeichnung | Schutzstatus | Datum | Bild |
| ------------------------ | -------------------------- | ----------------------------- | ------------- | ------------ | ----- | ---- |
| Giebel über einem Portal | Sandstein, 16. Jahrhundert | in der Kirche St-Vaast (Lage) | PM59005801    | Inscrit      | 1984  |      |